# Список правителей Баакульского царства

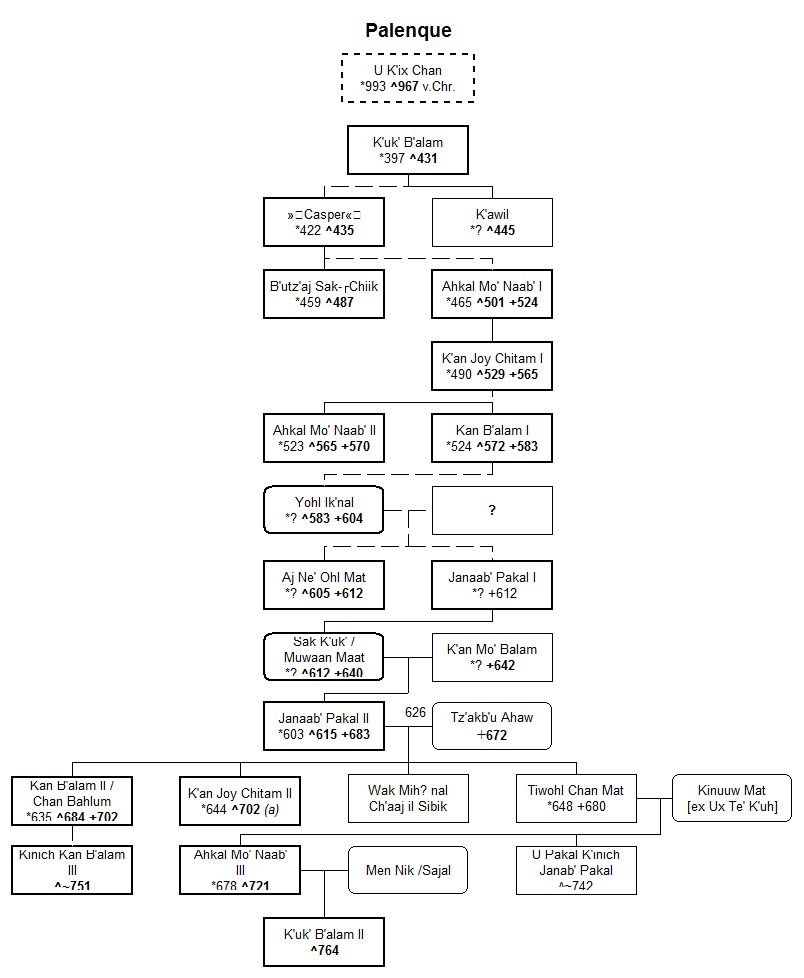
Генеалогическое древо правителей Баакуля

Ниже приведён список правителей Баакульского царства, располагавшегося на территории современного штата Чьяпас, Мексика.
Первым известным правителем был Кук-Балам I, правивший в 431-435 годах, при нём столицей царства был город Токтан, последним — Вак-Чам-Кинич-Ханаб-Пакаль III, правивший в VIII веке, при нём столицей царства был город Паленке.
Почти все правители происходят из династии основанной Кук-Баламом I.

## Список
Персиковым фоном выделены цари, не принадлежащие к правящей династии.
| Имя                            | Имя на русском (дословный перевод)    | Начало правления    | Конец правления   | Комментарии | Примечания  |
| ------------------------------ | ------------------------------------- | ------------------- | ----------------- | --- | ----------- |
| Кук-Балам I                    | «Кецальский ягуар»                    | 10 марта 431        | 435               | Первый известный правитель Баакуля и основатель династии. | [ 1 ]       |
| Чачич                          | —                                     | 9 августа 435       | предп. 487        | |             |
| Буцах-Сак-Чик                  | «Дымящиеся белая носуха»              | 28 июля 487         | предп. 501        | Вероятно, он был старшим братом Акуль-Мо-Наба I. | [ 2 ]       |
| Акуль-Мо-Наб I                 | «Черепаший Попугай-Водяная Лилия»     | 3 июня 501          | 29 ноября 524     | Вероятно, он был младшим братом Буцах-Сак-Чика. | [ 3 ]       |
| Кан-Хой-Читам I                | «Драгоценный/жёлтый связанный пекари» | 6 февраля 529       | 6 февраля 565     | Вероятно, он был отцом Акуль-Мо-Наба II и Кан-Балама I. | [ 4 ]       |
| Акуль-Мо-Наб II                | «Черепаший Попугай-Водяная Лилия»     | 2 мая 565           | 21 июля 570       | |             |
| Кан-Балам I                    | «Сияющий змеиный ягуар/змей-ягуар»    | 6 апреля 572        | 1 февраля 583     | Это первый правитель Баакуля, который использовал титул Кинич. | [ 4 ]       |
| Иш-Йоль-Икнал                  | «Госпожа из Сердца Места Ветров»      | 23 декабря 583 года | 7 ноября 604 года | Единственная правительница Баакуля. |             |
| Ах-Неоль-Мат                   | —                                     | 1 января 605        | 8 августа 611     | Во время его правления, 4 апреля 611 года Кануль одержал победу над Баакулем. | [ 5 ]       |
| Ханаб-Пакаль (возм.)           | —                                     | начало VII века     | начало VII века   | Возможно стал ненадолго правителем после Ах-Неоль-Мата. | [ 6 ] [ 7 ] |
| Иш Сак К’ук                    | «Белая Кецалиха»                      | 22 октября 612      | 615               | Была соперницей Це-Мат-Мувана и смогла сместить его с трона. Затем была регентшей своего сына Пакаля                                                                                       | [ 8 ]       |
| Це-Мат-Муван                   | «Маленький Баклан-Сова»               | 19 октября 612      | 615               | Был свергнут Иш Сак К’ук. |             |
| Пакаль                         | «Сияющий … Щит»                       | 26 июля 615         | 28 августа 683    | На момент коронации ему было 12 лет. Его правление длилось 68 лет. |             |
| Кинич-Кан-Балам II             | «Ягуар … Большое Солнце»              | 7 января 684        | 16 февраля 702    | За его правление произошло 2 войны с Тониной, первая (удачная) — в 687 году и вторая (неудачная) — между 692 и 695 годами.                                                                 |             |
| Кинич-Кан-Хой-Читам II         | «Драгоценный/жёлтый связанный пекари» | 28 мая 702          | 711 или 721       | Он был схвачен в плен Тониной в 711 году и возможно казнён или же смог вернуться на престол.                                                                                               | [ 7 ]       |
| Акуль-Мо-Наб III               | «Черепаший Попугай-Водяная Лилия»     | 722                 | около 740         | Когда он пришёл к власти у него были сомнительные права на престол. Поэтому он переписал историю своей династии.                                                                           | [ 9 ]       |
| Кинич-Ханаб-Пакаль II          | «Сияющий ... щит»                     | —                   | —                 | Его имя при рождении — Упакаль-Кинич («Щит бога солнца»), тронное имя (Кинич-Ханаб-Пакаль II) он взял у своего деда Пакаля, а в надписях он объединил своё тронное имя и имя при рождении. |             |
| Кинич-Кан-Балам III            | «Сияющий змеиный ягуар/змей-ягуар»    | —                   | —                 | |             |
| Кинич-Кук-Балам II             | «Сияющий кецальский ягуар»            | 4 марта 764         | —                 | Его отец — Акуль-Мо-Наб III, а мать — Иш-Мен-Ник. | [ 10 ]      |
| Вак-Чам-Кинич-Ханаб-Пакаль III | «6 смерть-сияющий щит»                | 13 ноября 799       | —                 | Последний известный правитель Баакуля. Единственное его упоминание находится на глиняном горшке.                                                                                           | [ 11 ]      |